# Aglomerado de Hércules

Aglomerado de Hércules.

O aglomerado de Hércules (Abell 2151) é um aglomerado composto por aproximadamente 100 galáxias a 650 milhões de anos-luz de distância (z = 0.036) na constelação de Hercules. Esse aglomerado é pleno em galáxias em espiral e exibe várias  galáxias em interação. O aglomerado de Hércules é parte do superaglomerado de Hércules, que é em si parte de uma superestrutura denominada a Grande Muralha.
- Distância: 570,000,000 al (175,000,000 pc)
- Desvio para o vermelho: Superior a 10,000 km/s